# Rozwodów nie będzie
Rozwodów nie będzie – polski czarno-biały film fabularny z 1963 roku, w reżyserii Jerzego Stefana Stawińskiego. Wszystkie trzy nowele składające się na ten film są osadzone w realiach i pejzażach Warszawy początku lat 60.; okraszone są polską muzyką jazzową tamtych czasów.

## Fabuła
Film Rozwodów nie będzie składa się z trzech nowel.
Pierwsza opowiada o młodym członku ekipy stawiającej linie wysokiego napięcia (Władysław Kowalski) i młodej lekarce z pogotowia (Marta Lipińska). Mają się pobrać, ale dla obojga liczy się przede wszystkim ich praca, pojmowana jako misja. Życie prywatne musi cierpieć, na dalszym planie. W poczekalni Urzędu Stanu Cywilnego dochodzi na tym tle między państwem młodymi do awantury. Ślub zostaje odwołany.
W drugiej noweli dwoje ludzi – on (Zbigniew Dobrzyński), świeżo upieczony inżynier i ona (Teresa Tuszyńska), zdolna studentka tuż przed dyplomem – poznaje się na prywatce w akademiku i tam zakładają się, że wezmą ślub w USC i żadne z nich nie stchórzy w ostatniej chwili. Tak się też dzieje, w związku z czym wybucha afera o wymiarach towarzyskich i rodzinnych. Uczucie między tymi dwojgiem jednak kiełkuje.
Bohaterką noweli trzeciej jest maturzystka (Magda Zawadzka), która uciekła z głębokiej prowincji do Warszawy, by szukać tu szczęścia. Chce zrobić karierę na estradzie lub cokolwiek innego, byle w stolicy. W pewnym momencie dziewczyna próbuje wykorzystać do realizacji marzeń biuro matrymonialne. Zostaje w nim przedstawiona klientowi biura – niejakiemu panu Gruszce (Zbigniew Cybulski), prowadzącemu dostatnie, lecz gnuśne życie producenta syfonów z wodą sodową. Z planów pana Gruszki wobec panny nic nie wychodzi (komediowa scena, gdy podczas kolacji syfony odmawiają posłuszeństwa). Dziewczyna ma szansę na zawrócenie z ryzykownej drogi. Zostaje studentką.

## Obsada
| Nowela I | Nowela II | Nowela III                                                                                              |
| --- | --- | --- |
| Władysław Kowalski Marta Lipińska Wieńczysław Gliński Bolesław Płotnicki Jerzy Dobrowolski Roman Kłosowski Jadwiga Kuryluk Helena Dąbrowska | Zbigniew Dobrzyński Teresa Tuszyńska Elżbieta Kępińska Andrzej Kozak Pola Raksa Andrzej Szajewski Adam Pawlikowski Irena Orska Tadeusz Kalinowski | Magdalena Zawadzka Paweł Galia Józef Pieracki Zdzisław Maklakiewicz Zbigniew Cybulski Włodzimierz Press |